# Robin Ramaekers (boogschutter)
Robin Ramaekers (Tongeren, 26 oktober 1994) is een Belgisch boogschutter. Hij komt uit in de categorie recurveboog.

## Levensloop
Ramaekers werd 116de op de wereldkampioenschappen van 2015 in Kopenhagen. Op het Europees kampioenschap in 2015 behaalde Ramaekers een 21ste plaats. Hij kwalificeerde zich voor de Olympische Zomerspelen van 2016. Hier behaalde hij een 42ste plaats in de kwalificaties. 
Op het EK van 2016 te Nottingham behaalde hij met het Belgisch team (voorts bestaande uit Ben Adriaensen en Nico Thiry) brons.